# Рибинське
Ри́бинське (кол. назва — Губинське) — село Волноваської міської громади Волноваського району Донецької області, Україна. Відстань до райцентру становить близько 10 км і проходить автошляхом Т 0512.

## Загальні відомості
Рибинське  — центр сільської Ради, розташоване за 9 км від залізничної станції Волноваха. Населення — 1390 осіб. Сільській раді підпорядковані також населені пункти Ближнє, Василівка, Трудівське.
На території Рибинського міститься найбільше в області спеціалізоване господарство — Волноваська птахофабрика, яка має 6516 га орної землі. Всі процеси механізовано. 7 передовиків мають урядові нагороди. Радгосп «Волноваський» створений у 1934 році. З 1949 до 1961 року його очолював І. Д. Саввахай, якому присвоєно звання Героя Соціалістичної Праці. На базі радгоспу у 1963 році організовано птахофабрику.
У селі — середня школа, палац культури, бібліотека. Є комбінат побутового обслуговування, 4 магазини.
Засновано село у 1930 році.

## Населення

### Мова
Розподіл населення за рідною мовою за даними перепису 2001 року:
| Мова            | Кількість | Відсоток |
| --------------- | --------- | -------- |
| російська       | 1034      | 74.39%   |
| українська      | 333       | 23.96%   |
| вірменська      | 10        | 0.72%    |
| грецька         | 3         | 0.22%    |
| білоруська      | 1         | 0.07%    |
| румунська       | 1         | 0.07%    |
| інші/не вказали | 8         | 0.57%    |
| Усього          | 1390      | 100%     |

За даними перепису 2001 року населення села становило 1390 осіб, із них 23,96 % зазначили рідною мову українську, 74,39 % — російську, 0,72 % — вірменську, 0,22 % — грецьку, 0,07 % — білоруську та молдовську мови.